# Гадаев, Константин Лазаревич
Константин Лазаревич Гадаев (род. 10 марта 1967, Москва) — поэт, телережиссёр.

## Биография
Родился в 1967 году в Москве. Отец — скульптор. Мать — детский врач.
Учился в МГПИ им. Ленина на филфаке. Служил в Советской Армии. Сотрудничал со многими художественными галереями в качестве куратора выставок и создателя видеоархивов. Занимался видеоартом. С начала 90-х годов как режиссёр и оператор участвовал в создании нескольких культурно-просветительских телепроектов. Наиболее значительный из которых — многолетний проект «НОВАЯ АНТОЛОГИЯ» (интервью с современными писателями мира) на канале «Культура».
Режиссёр и сценарист документальных фильмов: «Форте, пьяно и по кругу…» (о поэте Игоре Фёдорове), «Поезд дальнего следования. Диалоги о поэзии. Тимур Кибиров и Сергей Гандлевский.», «Отсутствие меня» (о поэте Льве Лосеве) и др.
С конца 90-х годов вместе с Михаилом Кукиным и Игорем Фёдоровым входит в поэтическое содружество КУФЁГА, иногда именуемое критикой «Коньковская школа».
"Авторы «коньковской школы» обладают своеобразным секретом зрения, в результате которого буквально каждая деталь Божьего мира (вплоть до мелких и примитивных) становится аргументом в пользу осмысленности целого. (…) Каждый поэт находит свой ракурс бессмертия. (…) Пытаясь найти девиз «коньковской ноты», я набрел на гадаевское «О, если б мог я, хоть отчасти, / им передать тот опыт счастья,/ каким живёт душа моя, / спасаясь от небытия…».
Л. Костюков «Попытка счастья» («Независимая газета» 2005 г.)
Публиковался в журналах: «Новый мир», «Дружба народов», «Знамя».
Автор пяти сборников стихов: «ОПЫТ СЧАСТЬЯ», «ИЮЛЬ», «СКВОЗЬ ТУСКЛОЕ СТЕКЛО», «ПЕЛ НА УРОКЕ», «ВОКШАТСО».
«Это поэзия вновь обретенной „нормы“ — адекватной реакции на постутопический мир, где всему вновь назначено своё место».
А.Анпилов «Гроза в Коньково» (журнал «НЛО» 2006 г.)
«Читая его книгу, мы то и дело испытываем почти физиологическую радость от точности описаний знакомых нам самим ситуаций и впечатлений. Эта радость узнаванья — одно из самых больших удовольствий, которыми может одарить поэзия. (…)
Гадаев подолгу корпит над каждым словом, сдувает с него пылинки, вслушивается в него, проверяет, подгоняет. (…) Гадаевское слово — это отобранное, выверенное слово, слово, мечтающее о пронзительной и прекрасной точности».
О. Лекманов «Между небом и плёсом». О книге стихов Константина Гадаева «Июль». («Стенгазета» 2009 г.)
После смерти отца, выдающегося скульптора, работает над созданием «Музея-мастерской Лазаря Гадаева».

## Публикации
- Опыт счастья: Стихи / Константин Гадаев. — Москва : Изд-во Н. Филимонова, 2005.
- Июль: Стихи / Константин Гадаев. — Москва : Изд-во Н. Филимонова, 2008.
- Сквозь тусклое стекло: Стихи / Константин Гадаев. — Москва : Изд-во Н. Филимонова, 2011.
- Пел на уроке: Стихи / Константин Гадаев. — Москва : Изд-во Н. Филимонова, 2014.
- Вокшатсо: Стихи / Константин Гадаев. — Москва : Изд-во Н. Филимонова, 2015.